# 埃尔达尔·梁赞诺夫

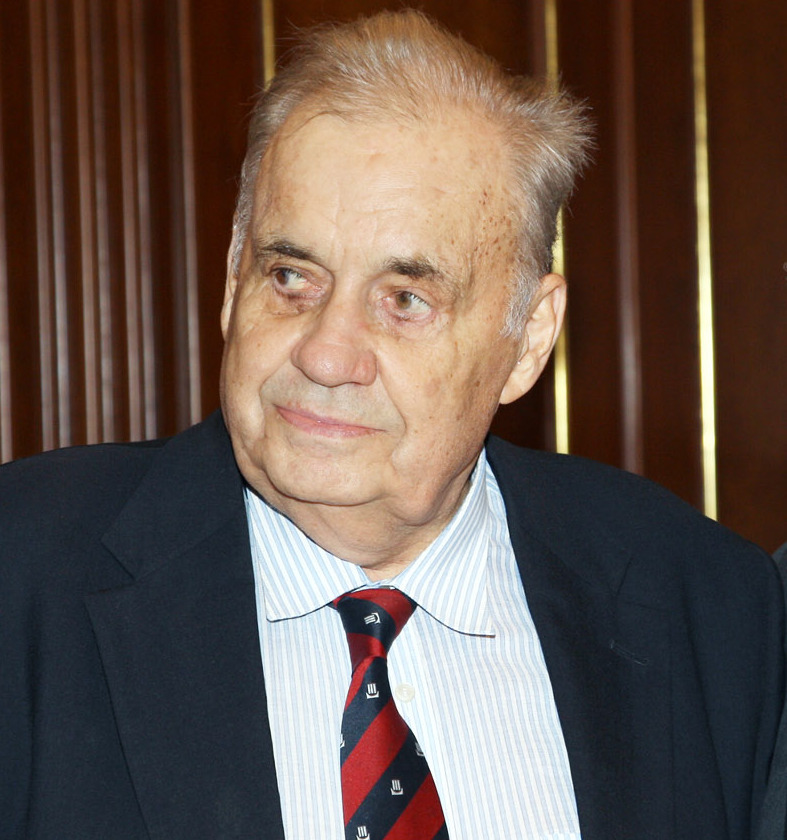
埃尔达尔·梁赞诺夫

埃尔达尔·亚历山德罗维奇·梁赞诺夫（俄語： Эльдар Александрович Рязанов，1927年11月18日 - 2015年11月30日）是苏联和俄罗斯电影导演、编剧、诗人、演员和教育家。 2014年11月，埃尔达尔·梁赞诺夫中風。2015年11月21日，他因呼吸困难被送往莫斯科一家医院。2015年11月30日午夜左右，他因心肺衰竭去世，享年88岁。 